# Son Goten
Son Goten egy kitalált szereplő a Dragon Ball című manga és anime sorozatban. Son Goten a második fia a sorozat főszereplőjének, Son Gokunak. Először a Cell részek után láthatjuk, mint kisgyerek, majd a Dragon Ball Z végére már felnőttként jelenik meg. Goten a Dragon Ball GT és a Dragon Ball Super című sorozatokban is felbukkan. Szinkronhangjai: Japán - Nozava Maszako, Magyar - Koltai Judit és Markovics Tamás.

## Története
Goten több hónappal Cell veresége után születik. 7 évvel később kiderül, hogy Goku visszatér a Földre egy napra, hogy részt vegyen a 25. harcművészeti világbajnokságon. A hír hallatán Chi-chi elhatározza, hogy edzi Gotent, hogy az apja büszke legyen rá. Goten csodával határos módon eléri a szuperharcos (SSJ1) szintet, ami ilyen fiatalon eddig még senkinek sem sikerült. A tornán találkozik először az apjával, hiszen Goku meghalt, és eddig még nem találkoztak. A világbajnokságon a junior osztályban indul, ahol barátja, Trunks ellen kell megvívnia a döntőt. Később Babidi megérkezik a Földre, és feltámasztja Majin Buu-t. Mivel Bubut senki nem tudja legyőzni, és Gokunak is vissza kell mennie a másvilágra, így Gotennek és Trunksnak megtanítja a fúzió technikát, amit később sikeresen el is sajátítanak. Goten a Dragon Ball GT-ben is felbukkan, ám idejét itt már nem edzéssel, hanem barátnőjével, Valese-el tölti.

## Megjelenés
Gyermekkori megjelenésének főbb tulajdonsága, amit a szereplők is rendszeresen mondanak, az apjával való hasonlóság, ami a csillagharcosok egyedi genetikai tulajdonságaiból adódik. Felnőttként azonban sokkal inkább hasonlít testvérére Son Gohanra, mint az apjára. Kezdetekben az apjáéra emlékeztető narancssárga gít visel, de a GT-ben fehér pólót és halványlila nadrágot hord.

## Személyiség
Goten legfőbb tulajdonsága ami kitűnik, a játékossága, szelídsége, naivitása és életvidámsága, valamint bátyjával ellentétben sokkal szívesebben harcol, noha ez a lelkesedés ahogy Goten felnő, úgy halványul. Legjobb barátja Trunks, akivel gyakran együtt van és játszik, és ez a barátság végig megmarad.

## Képességek
Goten félig csillagharcos, azaz Hybrid-Saiyan (anyai ágon földi), így nagy harci potenciállal rendelkezik, ami erejében, sebességében valamint kíjének teljes irányításában jelenik meg.
Technikák, képességek:
- Kí-érzékelés/rejtés:Goten képes érzékelni mások kíjét, ezáltal megmondani a helyzetét és erejét, valamint elrejteni a kíjét, hogy őt a kíje alapján ne vehessék észre (más kít érzékelni képes személyek illetve, műszerek).
- Bukujutsu: Goten képes repülni a kíje segítségével.
- Változatos kí-lövések
- Kamehameha: A Dragon Ball legismertebb mozdulata, egy kí-sugár amit a két kézből lőnek. Ennél a mozdulatnál Goten először a két kezét begörbített ujjakkal maga elé teszi, majd ilyen állásban oldalra és a lövés pillanatában megint maga el tesz.
- Fúzió: Goten képes végrehajtani a fúziót Trunksszal, aminek eredményeképpen létrehozzák Gotenkset.

Goten képes szuper-csillagharcossá átalakulni. Érdekesség, hogy neki nem kellett edzéseket végeznie ennek eléréséért és nála nem jelenik meg semmiféle viselkedésbeli torzulás, ami a szuper-csillagharcos állapotban lévő karakterekre jellemző. Ez vélhetően annak köszönhető, hogy fogantatásakor apja már elérte az első szuper szintet és így Goten aktív S-sejteket tudott örökölni. Személyiségváltozás csak 3. szintű Gotrunk állapotban figyelhető meg beképzelt magabiztossággal. Önálló állapotban ezt ő nem is éri el.

## Gotenks

Gotenks SSJ3 formában a Dragon Ball Z-ben

Gotenks (ゴテンクス; Gotenkusu, Gotrunks, Trunkten) Son Goten és Trunks fúziójának (egyesülésének) eredményéből jött létre. 
Annak érdekében, hogy megmentsék a világot Majin Buutól, Goku és Ifjú Sátán megtanítja Gotennek és Trunksnak a "Fúzió", azaz "Egyesülés" technikát, amely lehetővé teszi számukra, hogy átalakuljanak egy erősebb harcossá akinek az a neve hogy Gotenks. Gotenks többször összeütközik Buuval, még át is alakul hármas szintű szuper-csillagharcossá azaz Megaharcossá (SSJ3), de képtelen legyőzni Buut. Amikor Buu elpusztítja a Földet, Goten és Trunks meghalnak, de a kristálygömbök segítségével később újjáélednek.

## Fordítás
- Ez a szócikk részben vagy egészben  a   Son Goten című angol Wikipédia-szócikk fordításán alapul.  Az eredeti cikk szerkesztőit annak laptörténete sorolja fel. Ez a jelzés csupán a megfogalmazás eredetét és a szerzői jogokat jelzi, nem szolgál a cikkben szereplő információk forrásmegjelöléseként.